# Робинсон, Элис Грэм
Элис М. Грэм Робинсон (англ. Alice M. Gram Robinson; 16 марта 1895 года, Омаха, Небраска, США — 24 января 1984 года, Уоррентон, Виргиния, США) — американская суфражистка, журналистка. Основательница, редактор, издательница и длительное время президент журнала Congressional Digest.

## Биография
Элис М. Грэм родилась в Омахе, штат Небраска, и выросла в Орегоне, в семье датских иммигрантов Андреаса (Эндрю) Петера Грэма и Карен (Кэрри) Дженсен. Вместе со старшей сестрой Бетти Грэм Свинг, также бывшей суфражисткой, училась в Орегонском университете; они обе были членами Каппа Альфа Тета.
Будучи студенткой и членом Лиги колледжей за равное избирательное право, в 1917 году она приехала в Вашингтон на акцию протеста «Безмолвных стражей», организованную Национальной женской партией, и была арестована за препятствие движению транспорта. Вместе с сестрой они провели больше недели в Оккоуканской исправительной тюрьме, прежде чем были помилованы президентом Вудро Вильсоном. Робинсон осталась в Вашингтоне и сначала работая в Национальной женской партии, а в 1919 году стала одной из соучредительниц Женского национального пресс-клуба вместе с Корой Ригби, Кэролин Вэнс Белл, Элизабет Кинг, Флоренс Брюэр Бекель и Элеонор Нельсон.
В 1921 году Элис Грэм основала журнал The Capitol Eye (вскоре переименованный в Congressional Digest) для того, чтобы помочь новым избирателям-женщинам разобраться в законодательных вопросах, представляя аргументы в отношении законопроектов, касающихся общественного здравоохранения и образования, в формате «за» и «против». Она была президентом издания до 1983 года, когда этот пост занял её сын. В 1928 году она была директором отдела по делам женщин Национального комитета Республиканской партии.
В 1922 году Робинсон вышла замуж за коллегу-журналиста Норбонна Т. Робинсона-младшего, и у них родился сын Норбонн III. Робинсоны развелись в 1945 году; через год бывший муж суфражистки скончался. Сама Элис Грэм умерла от рака в 1984 году в Уоррентоне, штат Виргиния, в возрасте 88 лет. В библиотеке Шлезингера хранится небольшая коллекция её работ.